# NGC 7344
NGC 7344 في الفهرس العام الجديد، هي مجرة، تقع في كوكبة الدلو. اكتشفت في 1 أكتوبر 1864 بواسطة ألبرت مارث.

## روابط خارجية
- NGC 7344 على موقع ويكي سكاي: DSS2, SDSS, GALEX, IRAS, Hydrogen α, X-Ray, Astrophoto, Sky Map, Articles and images